# Atlas (vệ tinh)
Atlas là một vệ tinh bên trong của Sao Thổ.
Atlas được khám phá bởi Richard Terrile vào năm 1980 (khoảng thời gian nào đó trước ngày 12 tháng 11) từ những bức ảnh do tàu vũ trụ Voyager chụp lại và được đặt ký hiệu tạm thời là S/1980 S 28. Vào năm 1983 nó được chính thức đặt tên theo thần Atlas trong Thần thoại Hy Lạp, bởi vì nó cũng "nâng đỡ các vành đai trên vai" giống như thần Titan Atlas giữ bầu trời bên trên Trái Đất. Nó đồng thời cũng được đặt ký hiệu chính thức là Saturn XV.
Atlas là vệ tinh ở gần với rìa ngoài sắc nhọn của Vành A nhất, và từ lâu nó đã được coi là một vệ tinh vành đai của Vành đại này. Tuy nhiên, hiện giờ các nhà khoa học đã biết được rằng rìa ngoài của vành đai này thay vào đó lại được duy trì bởi một cộng hưởng quỹ đạo 7:6 với những vệ tinh lớn hơn nhưng ở xa hơn là vệ tinh Janus và vệ tinh Epimetheus. Vào năm 2004, một vành đai mờ nhạt và mỏng, tạm thời được đặt ký hiệu là R/2004 S 1, được khám phá thấy bên trong quỹ đạo của vệ tinh Atlas.
Các bức ảnh có độ phân giải cao được chụp vào tháng 6 năm 2005 bởi tàu vũ trụ Cassini đã cho thấy vệ tinh Atlas có một tâm đại khái có hình cầu được bao quanh bởi một chỏm xích đạo trơn nhẵn lớn. Lời giải thích có khả năng nhất cho cấu trúc nổi bật và đặc biệt này là rằng các vật chất vành đai bị vệ tinh cuốn lên đã tích lũy lên vệ tinh, với một sự ưu tiên mạnh mẽ cho phần xích đạo do sự mỏng manh của vành đai. Thực tế là, kích cỡ của phần nhô lên ở xích đạo thì có thể so sánh được với Roche lobe của vệ tinh. Điều này có nghĩa là với bất kỳ vật chất thêm vào nào tác động vào xích đạo, lực ly tâm sẽ gần như vượt quá trọng lực nhỏ bé của vệ tinh Atlas, và chúng sẽ có khả năng biến mất.
Vệ tinh Atlas bị gây nhiễu loạn đáng kể bởi vệ tinh Prometheus và, ở mức độ ít hơn, bởi vệ tinh Pandora, dẫn tới những sự di chuyển ở kinh độ lên tới 600 km (~0,25°) khỏi quỹ đạo Kepler tiến động với một chu kỳ vào khoảng 3 năm. Bởi vì quỹ đạo của vệ tinh Prometheus và vệ tinh Pandora có sự hỗn loạn nên có nghi ngờ rằng quỹ đạo của vệ tinh Atlas cũng có thể tương tự như thế.

## Hình ảnh

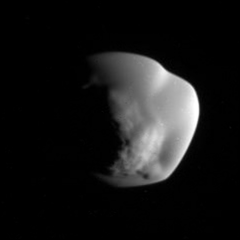
Atlas chụp từ trên cực nam của nó (12 tháng 6 năm 2007)
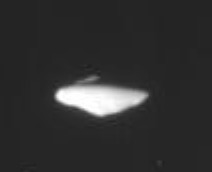
Atlas - Cassini (8 tháng 6 năm 2005).
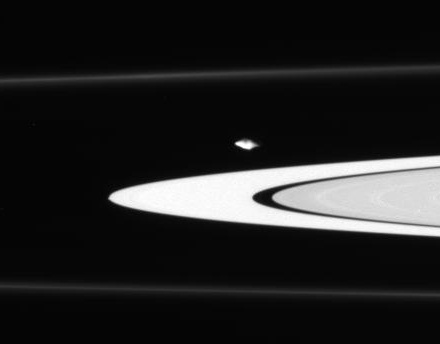
Atlas - Vành A và F (30 tháng 6 năm 2006).
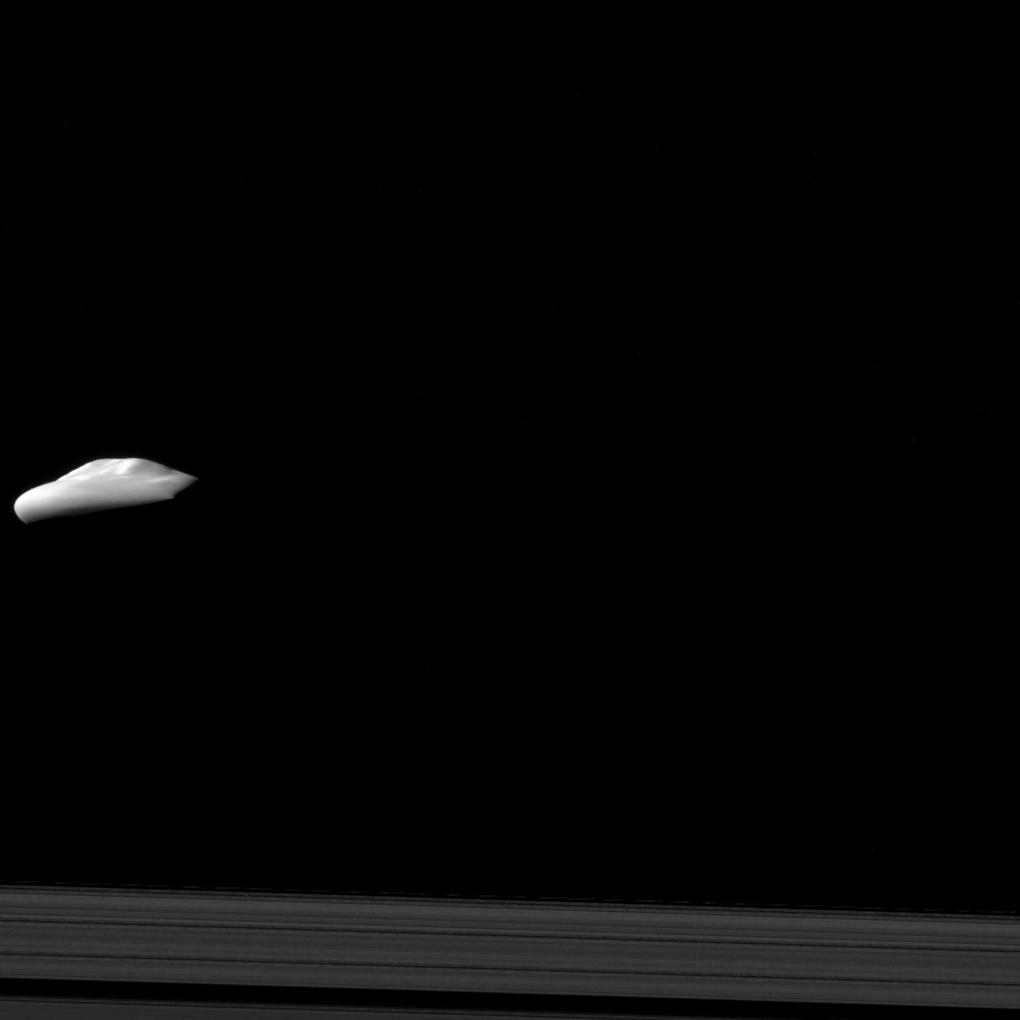
Atlas gần Vành A (6 tháng 12 năm 2015).
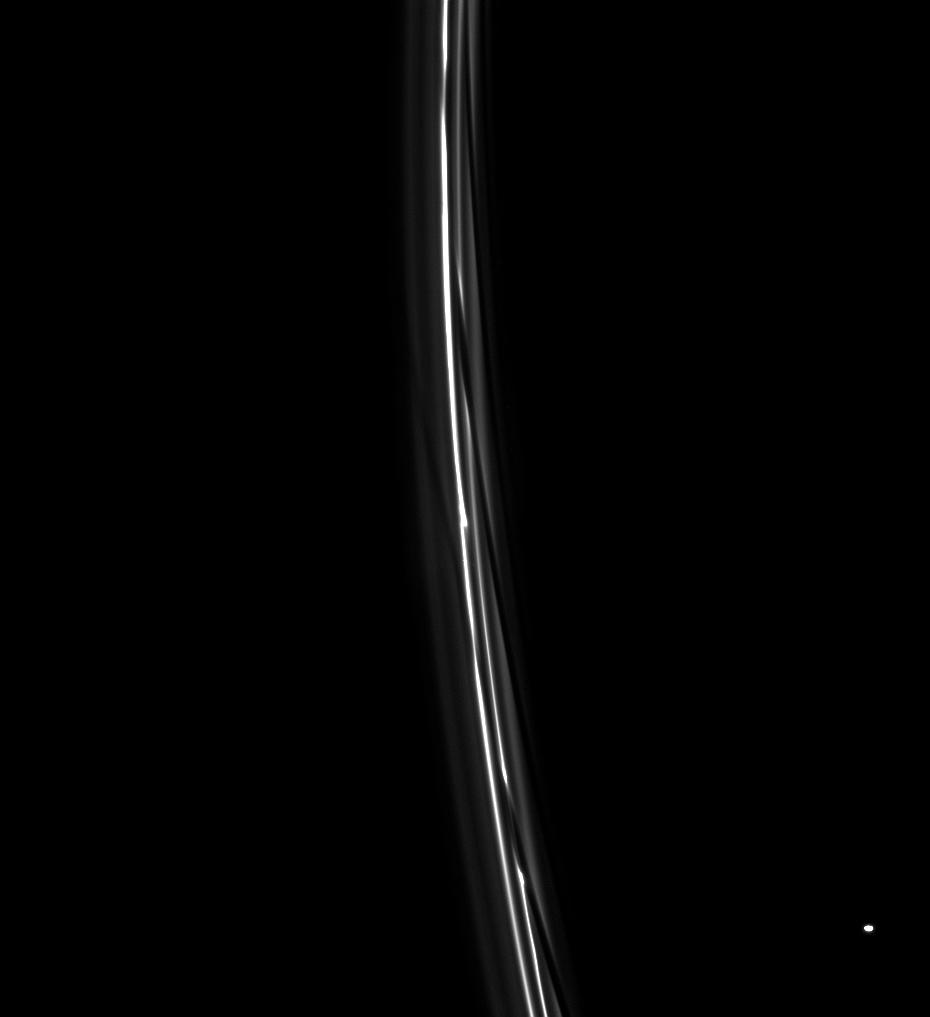
Atlas gần Vành F (9 tháng 5 năm 2005).